# Mitoxantrone
Mitoxantrone (INN, BAN, USAN, còn được gọi là Mitozantrone ở Úc; tên thương mại Novantrone) là một chất chống ung thư anthracenedione.

## Công dụng
Mitoxantrone được sử dụng để điều trị một số loại ung thư, chủ yếu là ung thư vú di căn, bệnh bạch cầu tủy cấp tính và ung thư hạch không Hodgkin. Nó cải thiện tỷ lệ sống sót của trẻ em bị tái phát bệnh bạch cầu tăng lympho bào cấp tính.
Sự kết hợp của mitoxantrone và prednison được chấp thuận như là một phương pháp điều trị thứ hai trong điều trị ung thư tuyến tiền liệt nội tiết tố kháng thuốc di căn. Cho đến gần đây sự kết hợp này là dòng điều trị đầu tiên; tuy nhiên, sự kết hợp của docetaxel và prednison giúp cải thiện tỷ lệ sống sót và kéo dài thời gian không bệnh.
Mitoxantrone cũng được sử dụng để điều trị bệnh đa xơ cứng (MS), đáng chú ý nhất là tập hợp con của bệnh được gọi là MS tiến triển thứ phát. Trong trường hợp không có cách chữa trị, mitoxantrone có hiệu quả trong việc làm chậm tiến triển của MS tiến triển thứ phát và kéo dài thời gian giữa các lần tái phát ở cả MS tái phát và MS tái phát tiến triển.

## Tác dụng phụ
Mitoxantrone, cũng như các loại thuốc khác trong nhóm, có thể gây ra các phản ứng bất lợi ở mức độ nghiêm trọng khác nhau, bao gồm buồn nôn, nôn, rụng tóc, tổn thương tim và ức chế miễn dịch, có thể khởi phát muộn. Bệnh cơ tim là một tác dụng đặc biệt liên quan vì nó không thể đảo ngược; do đó, theo dõi thường xuyên bằng siêu âm tim hoặc quét MUGA được khuyến nghị cho bệnh nhân.
Do nguy cơ mắc bệnh cơ tim, mitoxantrone mang một giới hạn về liều trọn đời tích lũy (dựa trên diện tích bề mặt cơ thể) ở bệnh nhân MS.

## Cơ chế hoạt động

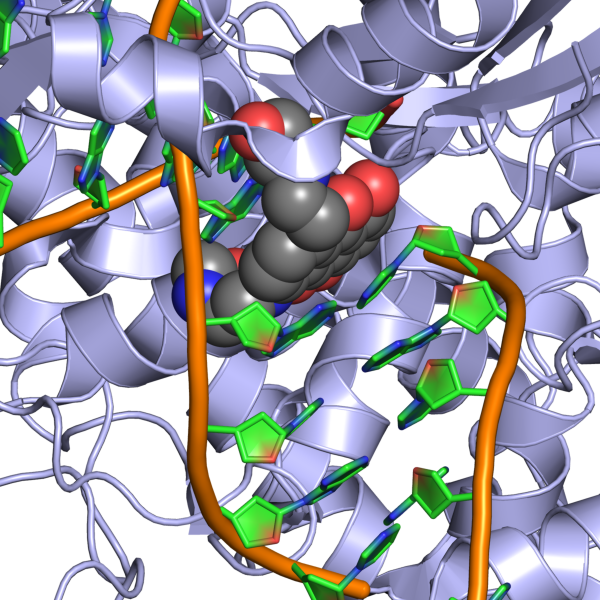
Beta topoisomerase II ở người phức tạp với DNA và mitoxantrone. Nhập PDB. Chi tiết cho thấy mitoxantrone (hình cầu) xen kẽ với DNA.

Mitoxantrone là một chất ức chế topoisomerase loại II; nó phá vỡ sự tổng hợp DNA và sửa chữa DNA ở cả tế bào khỏe mạnh và tế bào ung thư bằng cách xen kẽ  giữa các cơ sở DNA. Nó cũng được phân loại là một loại kháng sinh.